# Ampton
Ampton is een civil parish in het Engelse graafschap Suffolk.

## Geboren
- Robert FitzRoy (1805-1865), marineofficier, hydrograaf en meteoroloog